# Manovra di Ortolani
La manovra di Ortolani fa parte degli accertamenti diagnostici della displasia dell'anca (o lussazione congenita dell'anca) in età pediatrica.
Prende il nome da Marino Ortolani, pediatra che per primo la descrisse nel 1935.

## Esecuzione
Partendo col neonato tranquillo e in posizione supina, si flettono le cosce ad angolo retto rispetto al bacino, si afferrano le ginocchia col palmo della mano, si appoggiano i pollici medialmente lungo le cosce e i medi lateralmente in corrispondenza dei grandi trocanteri del femore.
A questo punto si impone alle cosce un movimento in sequenza di flessione, abduzione e rotazione esterna e contemporaneamente si esercita una leggera pressione sul grande trocantere in senso latero-mediale.

### "Ortolani positivo"
In caso di sublussazione riducibile dell'anca (Displasia dell'anca grado 2 secondo la classificazione di Dunn), la testa del femore non è perfettamente alloggiata all'interno dell'acetabolo. La manovra, se eseguita correttamente, porta la testa del femore ad essere alloggiata all'interno della sua sede anatomica. Spostandosi all'interno dell'acetabolo la testa del femore produce uno scatto percepibile col dito medio (segno dello scatto). Il segno dello scatto conferma la positività della manovra e induce il sospetto di displasia dell'anca, da confermare con un esame ecografico. La sensibilità della manovra di Ortolani diminuisce all'aumentare dell'età del bambino, per questo è fondamentale eseguirla fin dal primo giorno di vita.

### "Ortolani negativo"
La negatività della manovra di Ortolani esclude la displasia dell'anca soprattutto nel primo mese di vita. Tuttavia il segno dello scatto può mancare in caso di anca instabile (Displasia congenita dell'anca grado 1 secondo la classificazione di Dunn) e in caso di anca lussata (Displasia congenita dell'anca grado 3 secondo la classificazione di Dunn)). Nel primo caso, anche se esiste una lassità dei mezzi di fissità articolare, la testa del femore è già alloggiata nell'acetabolo, mentre nel secondo caso la dislocazione della testa è così grave che nemmeno attraverso l'esecuzione corretta della manovra la testa ritorna in sede acetabolare.
La negatività della manovra di Ortolani deve portare il medico a valutare l'anca in modo più approfondito attraverso l'esecuzione della manovra di Barlow, la ricerca del segno di Galeazzi, la valutazione delle pliche cutanee e dell'angolo di abduzione.